# 560 TCN
560 TCN là một năm trong lịch La Mã.